# Cá hoàng đế
Cá hoàng đế là một số loài cá nước ngọt thuộc chi Cichla có bản địa ở lưu vực sông Amazon ở Nam Mỹ.

## Tổng quan
Đây là một loại cá thường sống ở Nam Mỹ. Con đực thường có một cái u trên đầu, còn con cái thì không.

## Phân loài
Tên tiếng Anh loài cá này là peacock bass. Cá hoàng đế chia thành 5 loài:
- Cichla temensis (speckled peacock bass)
- Cichla ocellaris (butterfly peacock bass)
- Cichla intermedia (royal peacock bass)
- Cichla orinocensis
- Cichla monoculus

Tên loài cá này có nhiều cách gọi khác nhau tùy theo nơi như Brasil (tucunaré), Việt Nam (cá hoàng đế)

## Kích thước
Con trưởng thành lớn nhất có thể lên tới 99 centimet (3 foot, 4 inch)

## Thức ăn
Đây là loài cá ăn thịt. Khác với các loài cá săn mồi khác, chúng săn các con cá nhỏ bằng tốc độ bơi nhanh của nó. Đây là một mối hiểm họa, vì nhiều nơi, người ta nuôi loài cá này rồi sau đó, chúng tấn công tất cả các loài cá bản địa.

## Hình ảnh

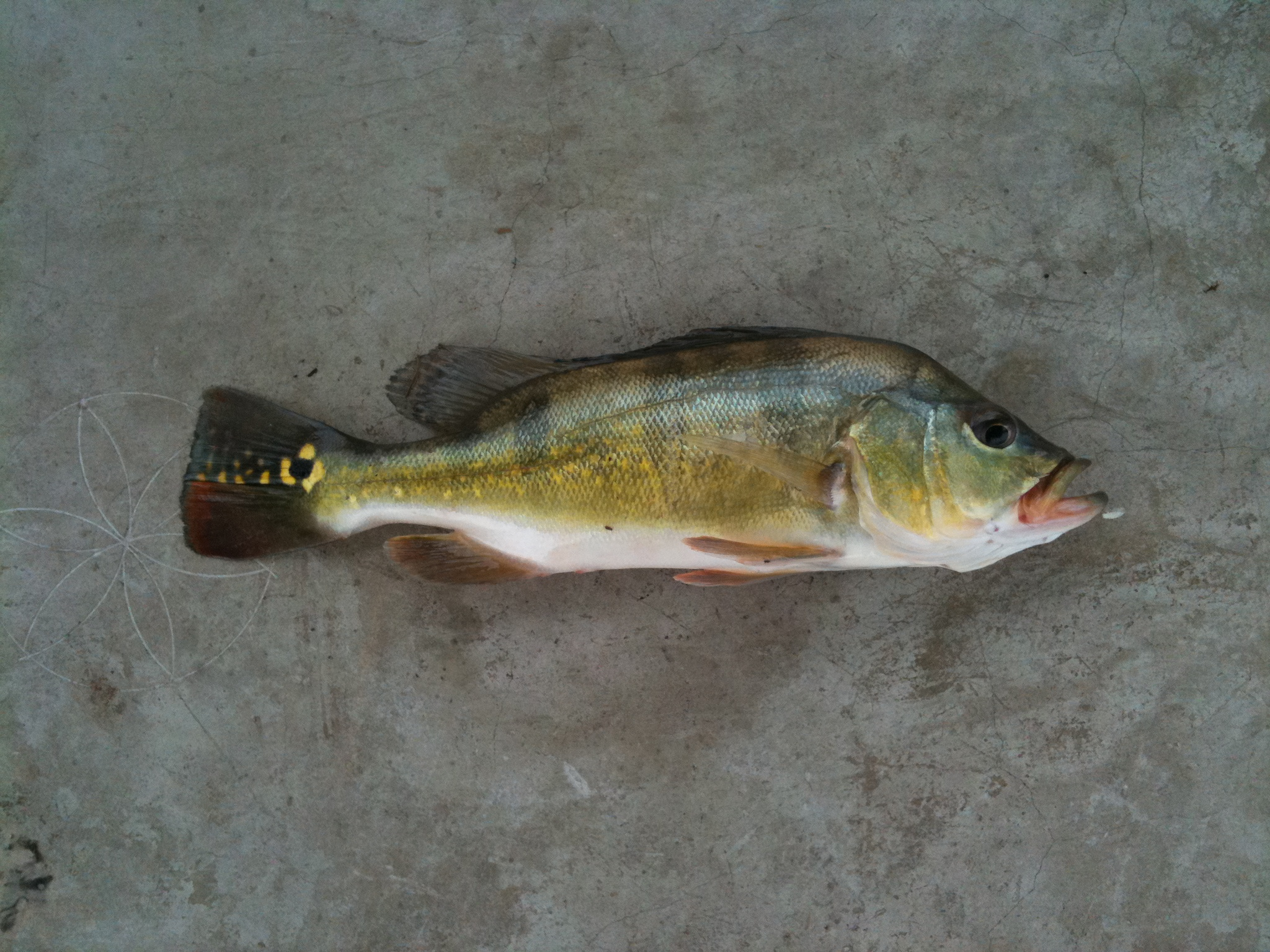
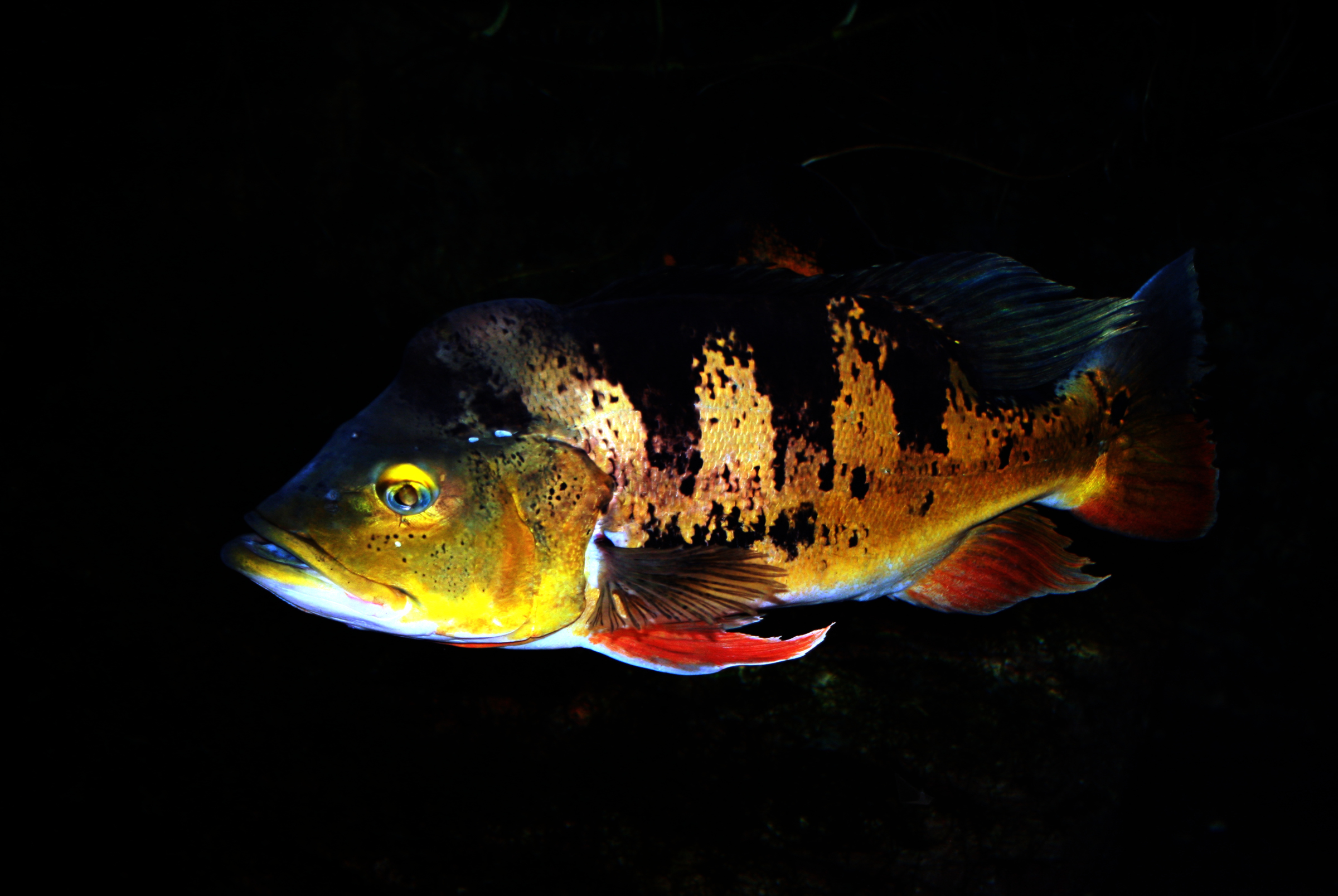
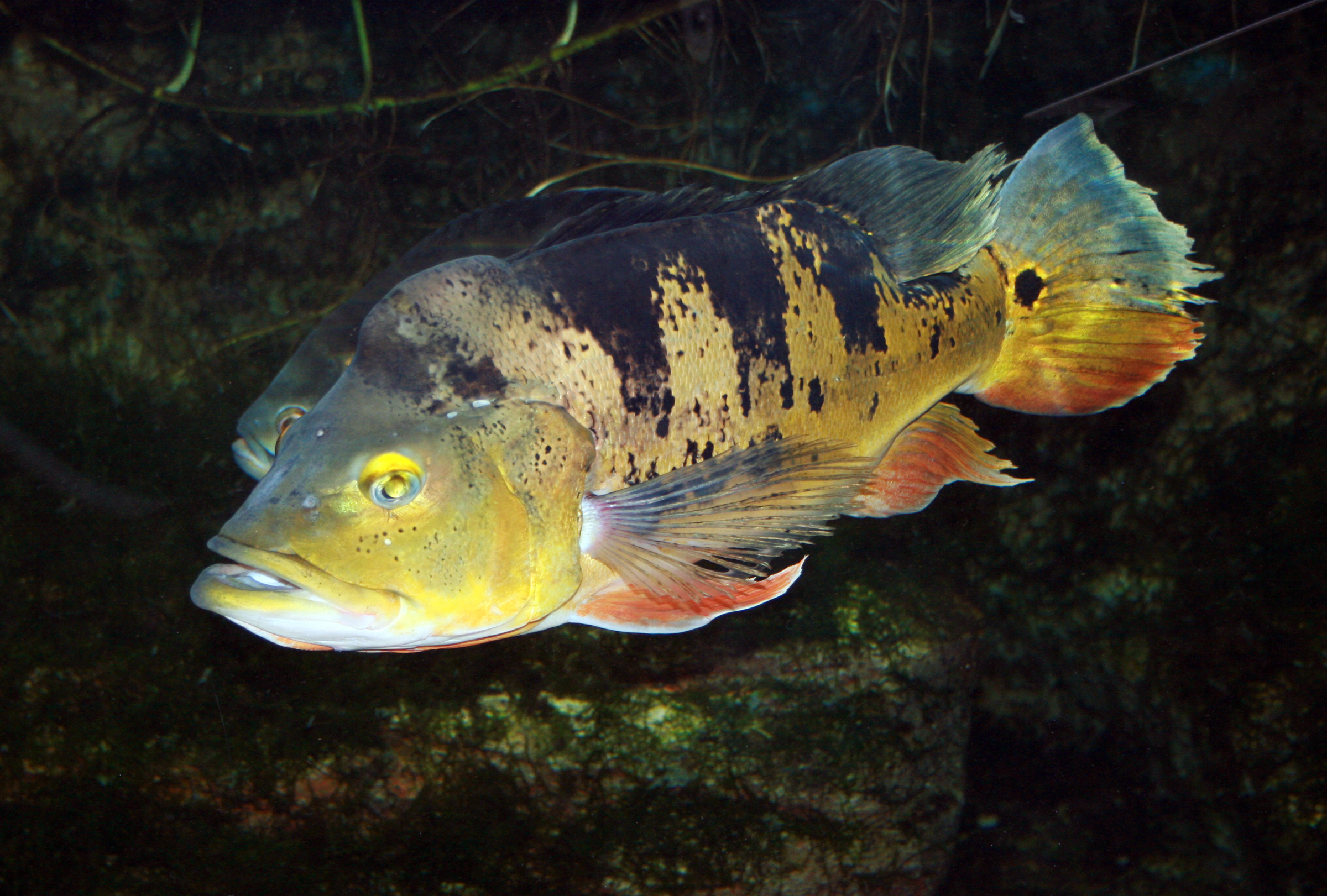
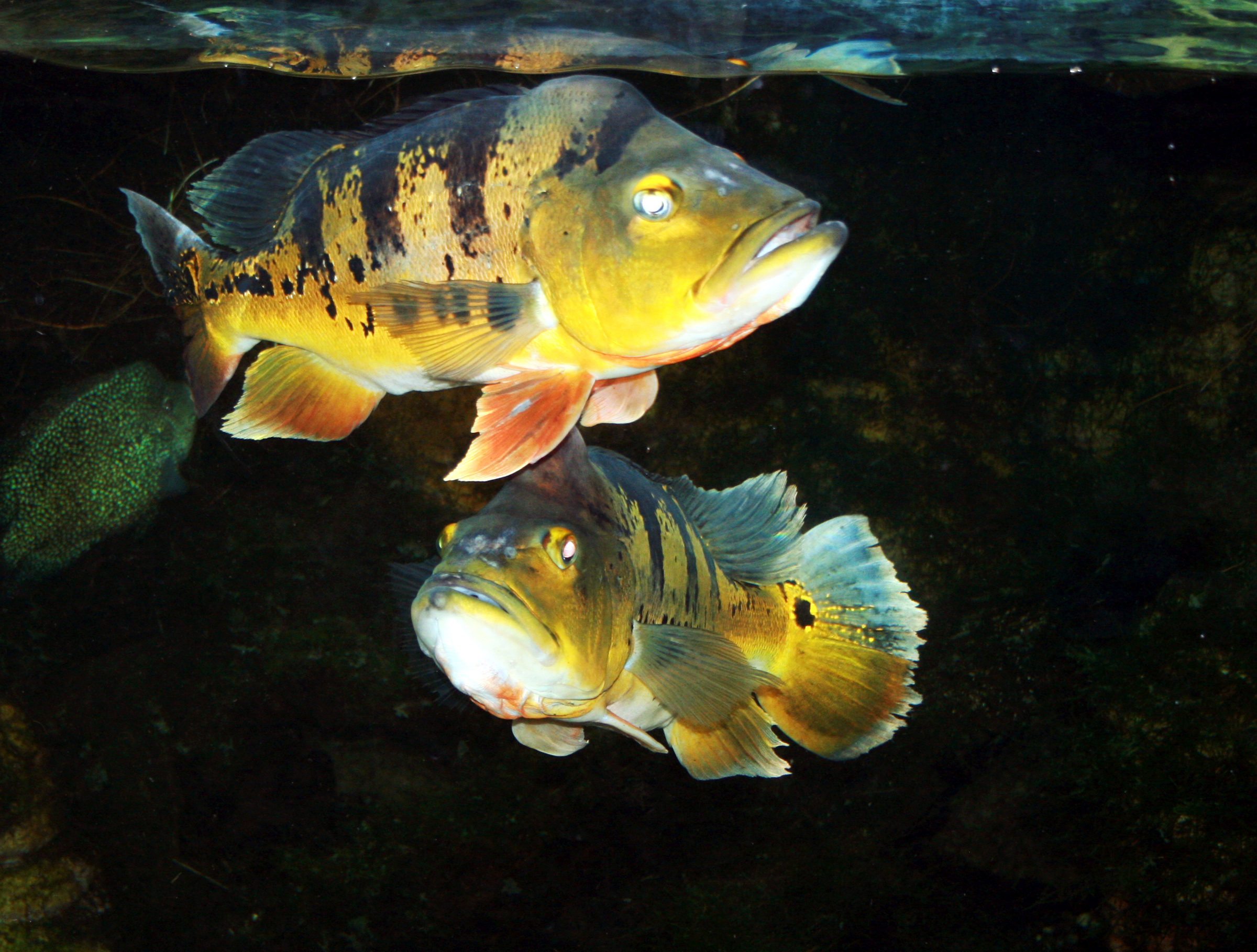